# Wachstumsfaktor (Mathematik)
Der Wachstumsfaktor ist der konstante Quotient {\displaystyle q} aus zwei aufeinander folgenden Gliedern einer geometrischen Folge. Die Bezeichnung wird vor allem verwendet, wenn die Folge einen realen exponentiellen Wachstumsprozess beschreibt. Handelt es sich um die Verzinsung von Kapital oder Schulden, so spricht man auch vom Zinsfaktor. Bei einem Wachstumsfaktor von {\displaystyle q>1} ist umgangssprachlich von „Wachstum“ die Rede. In der Finanzmathematik spricht man dann vom Aufzinsungs- oder Askontierungsfaktor. Ein Wachstum um {\displaystyle 100\,\%} bedeutet einen Wachstumsfaktor von {\displaystyle q=2}, also ein Wachstum auf das Doppelte; ein Wachstum um {\displaystyle 200\,\%} bedeutet einen Wachstumsfaktor von {\displaystyle q=3}, also ein Wachstum auf das Dreifache usw. Bei einem Wachstumsfaktor von {\displaystyle 0<q<1} liegt hingegen „negatives Wachstum“ vor. In der Finanzmathematik spricht man dann vom Abzinsungs- oder Diskontierungsfaktor. Bei geometrischen Folgen mit negativem {\displaystyle q} ist der Begriff „Wachstumsfaktor“ nicht gebräuchlich.

## Berechnung
Der Wachstumsfaktor {\displaystyle q} lässt sich aus zwei aufeinanderfolgenden Gliedern {\displaystyle a_{n}} und {\displaystyle a_{n+1}} einer geometrischen Folge mit folgender Gleichung berechnen:
{\displaystyle q={\frac {a_{n+1}}{a_{n}}}}
Beispiel: Der Wachstumsfaktor der Folge {\displaystyle a_{0}=5}, {\displaystyle a_{1}=15}, {\displaystyle a_{2}=45}, {\displaystyle a_{3}=135}, … berechnet sich beispielsweise mit den Gliedern {\displaystyle a_{1}} und {\displaystyle a_{2}} durch {\displaystyle q={\tfrac {a_{2}}{a_{1}}}={\tfrac {45}{15}}=3}.
Zur Berechnung aus zwei beliebigen Gliedern {\displaystyle a_{n}} und {\displaystyle a_{n+i}} mit dem Abstand {\displaystyle i>0} kann folgende Gleichung verwendet werden:
{\displaystyle q={\sqrt[{i}]{\frac {a_{n+i}}{a_{n}}}}=\left({\frac {a_{n+i}}{a_{n}}}\right)^{\frac {1}{i}}}
Sind {\displaystyle a_{n}} und {\displaystyle a_{n+i}} hingegen Glieder einer fehlerbehafteten Folge mit exponentiellem Wachstum, so wird mit dieser Gleichung das geometrische Mittel des Wachstumsfaktors zwischen den Gliedern {\displaystyle a_{n}} bis {\displaystyle a_{n+i}} bestimmt.
Beispiele: Der Wachstumsfaktor der Folge {\displaystyle a_{0}=5}, {\displaystyle a_{1}=15}, {\displaystyle a_{2}=45}, {\displaystyle a_{3}=135}, … berechnet sich beispielsweise mit den Gliedern {\displaystyle a_{0}} und {\displaystyle a_{3}} durch {\displaystyle q=\left({\tfrac {a_{3}}{a_{0}}}\right)^{\frac {1}{3}}=\left({\tfrac {135}{5}}\right)^{\frac {1}{3}}=3}. Der mittlere Wachstumsfaktor der fehlerbehafteten Folge {\displaystyle a_{0}=5+1}, {\displaystyle a_{1}=15-2}, {\displaystyle a_{2}=45+1}, {\displaystyle a_{3}=135-1} berechnet sich mit den Gliedern {\displaystyle a_{0}} und {\displaystyle a_{3}} durch {\displaystyle q=\left({\tfrac {a_{3}}{a_{0}}}\right)^{\frac {1}{3}}=\left({\tfrac {134}{6}}\right)^{\frac {1}{3}}\approx 2{,}82}.
Ist die Wachstumsrate {\displaystyle p} bekannt, so lässt sich der Wachstumsfaktor berechnen mit:
{\displaystyle q=1+p}
Mit derselben Gleichung lässt sich der Wachstumsfaktor auch aus dem prozentualen Wachstum berechnen, wenn man deren Wert zuvor durch 100 dividiert.
Beispiel: Der Wachstumsfaktor einer geometrischen Folge mit einer Wachstumsrate von {\displaystyle p=0{,}1} bzw. einem Wachstum von {\displaystyle 10\,\%} berechnet sich durch {\displaystyle q=1+0{,}1=1{,}1} bzw. {\displaystyle q=1+{\tfrac {10}{100}}=1{,}1}.

## Negatives Wachstum
Für {\displaystyle q} zwischen 0 und 1 liegt ein „negatives Wachstum“ vor, also eine Abnahme, weil {\displaystyle p} dann negativ ist. Finanzmathematisch ist {\displaystyle q} dann der dann üblicherweise mit {\displaystyle v} bezeichnete Abzinsungs- oder Diskontierungsfaktor zum Zinsfuß
{\displaystyle p^{*}={\frac {-100\cdot p}{100+p}}}.
Beispiel: Bei einem „negativen Wachstum“ von {\displaystyle -20\,\%} ist {\displaystyle q=0{,}8} und der Zinsfuß {\displaystyle p^{*}=25}. Zu diesem Zinsfuß {\displaystyle p^{*}} gehören dann der Askontierungsfaktor {\displaystyle q^{*}=1{,}25} und der Diskontierungsfaktor {\displaystyle v^{*}=0{,}8}.